# Xanthochroina reitteri
Xanthochroina reitteri is een keversoort uit de familie schijnboktorren (Oedemeridae). De wetenschappelijke naam van de soort is voor het eerst geldig gepubliceerd in 1919 door Fleischer.